# 特夫爾多辛

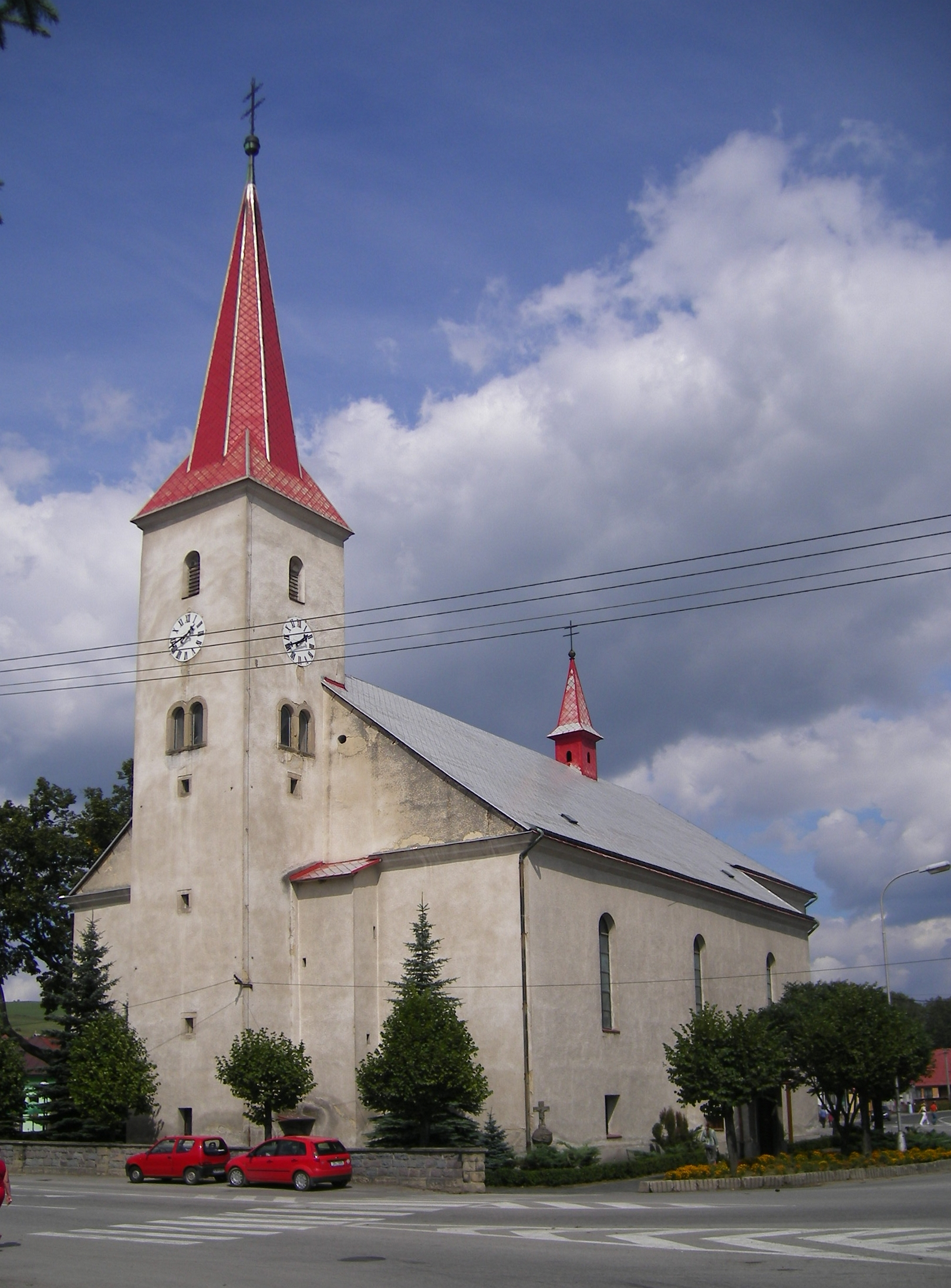

特夫爾多辛是斯洛伐克的城鎮，位於該國北部奧拉瓦河，由日利納州負責管轄，面積56.55平方公里，海拔高度569米，2006年人口9,402，其中九成居民信奉羅馬天主教。

## 外部連結
- Official website （页面存档备份，存于）